# Грушев (Киевская область)
Гру́шев (укр. Грушів) — село, входит в Мироновский район Киевской области Украины.
Население по переписи 2001 года составляло 528 человек. Почтовый индекс — 08812. Телефонный код — 4574. Занимает площадь 19,28 км². Код КОАТУУ — 3222981501.

## Местный совет
08812, Київська обл., Миронівський р-н, с.Грушів, вул.Леніна,27